# Apocephalus absentis
Apocephalus absentis är en tvåvingeart som beskrevs av Brown 1993. Apocephalus absentis ingår i släktet Apocephalus och familjen puckelflugor.
Artens utbredningsområde är Costa Rica. Inga underarter finns listade i Catalogue of Life.